# Station Villefranche-sur-Cher
Station Villefranche-sur-Cher is een spoorwegstation in de Franse gemeente Villefranche-sur-Cher.